# Sasha Banks
Mercedes Kaestner-Varnado (ur. 26 stycznia 1992 w Fairfield w Kalifornii) – amerykańska profesjonalna wrestlerka występująca w federacji New Japan Pro-Wrestling pod pseudonimem ringowym Mercedes Moné. Najbardziej znana jest ze swojego czasu w WWE od 2012 do 2022 roku, gdzie występowała pod pseudonimem Sasha Banks. Varnado pracowała wcześniej dla wielu federacji niezależnych pod pseudonimem Mercedes KV, gdzie w federacji Chaotic Wrestling zdobyła Chaotic Wrestling Women’s Championship.
Jest wraz z Bayley byłą, pierwszą w historii i dwukrotną posiadaczką WWE Women's Tag Team Championship oraz solowo, rekordową, pięciokrotną posiadaczką Raw Women’s Championship. Była także mistrzynią kobiet NXT. Czyni ją to dziewięciokrotną mistrzynią kobiet WWE.
Banks zapisała się w historii jako jedna z dwóch wrestlerek, która wraz z Bayley brała udział w walce wieczoru gali NXT TakeOver: Respect; po raz pierwszy kobiety zamykały kartę walk gali pay-per-view WWE. Był to również pierwszy w historii kobiecy Iron Man match. Rok później, ona i Charlotte Flair wzięły udział w pierwszej walce wieczoru kobiet podczas gali pay-per-view głównego rosteru - na gali Hell in a Cell zmierzyły się w Hell in a Cell matchu. Były również pierwszymi kobietami, które otrzymały nagrodę "Rywalizacji roku". Iron Man match pomiędzy dwiema wrestlerkami z gali Roadblock: End of the Line trwał ponad 34 minut, ustanawiając rekord w długości pojedynku kobiet w historii federacji.

## Wczesne życie
Kaestner-Varnado urodziła się w Fairfield w Kalifornii. Jej rodzina często przeprowadzała się w poszukiwaniu szkół i pomocy lekarskiej dla jej niepełnosprawnego brata. Pierwsze kroki w ringu stawiała w Bostonie, gdzie jej rodzina osiadła na stałe. Uczyła się przez Internet, dorastając oglądała All Japan Women’s Pro-Wrestling. Jest częściowo pochodzenia niemieckiego.

## Kariera profesjonalnej wrestlerki

### Chaotic Wrestling (2010–2012)
Kaestner-Varnado zaczęła trenować w Chaotic Wrestling w 2008 roku. 1 października 2010 zadebiutowała jako zawodniczka, a jej pierwszą walką był Intergender Tag-Team Match, w którym wraz z Nikki Roxx przegrała z Alexxis i Dannym E. Od tej pory znana była jako Mercedes KV. Swoje pierwsze zwycięstwo odnotowała 7 stycznia 2011, kiedy to w walce drużynowej razem z Roxx pokonały Alexxis i Mistress Belmont. 11 lutego brała udział w pięcioosobowym Gauntlet Matchu o nowy pas Chaotic Wrestling Women’s Championship, jednak go nie wygrała. 2 grudnia 2011 wygrała „I Quit” Match z ówczesną mistrzynią, Alexxis, i zdobyła Chaotic Wrestling Women’s Championship.
Swój tytuł obroniła m.in. przeciwko Barbie, Alexxis i Nikki Roxx. 1 czerwca 2012 roku pobiła rekord Alexxis, stając się najdłużej panującą mistrzynią kobiet Chaotic Wrestling po tym, jak pokonała Barbie, Alexxis i Mistress Belmont w Fatal 4-Way Matchu. Ostatni raz w Chaotic Wrestling pojawiła się 18 sierpnia, przegrała wtedy z Ivy Fit, nie był to jednak pojedynek o pas. Tego samego dnia zwakowano Chaotic Wrestling Women’s Championship po tym, jak Kaestner-Varnado podpisała kontrakt z WWE. Jej panowanie trwało 260 dni.

### Inne federacje (2010–2012)

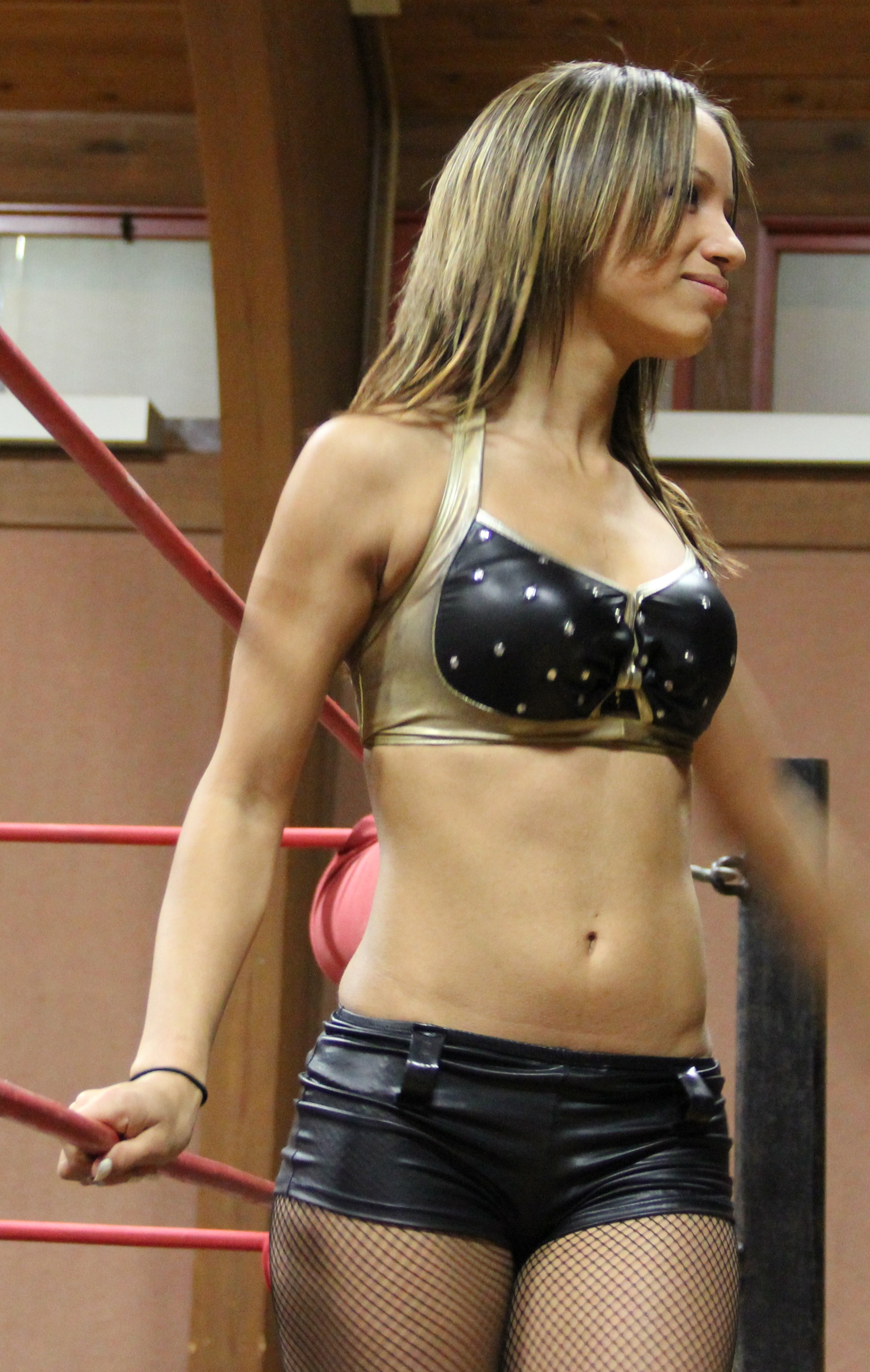
Mercedes KV w 2012

8 sierpnia 2010 KV zadebiutowała w New England Championship Wrestling, wspólnie z Ivy wygrała wtedy walkę tag teamową przeciwko Ariel i Sammi Lane. Do federacji wróciła 4 września, ponownie łącząc siły z Ivy, aby pokonać Mistress Belmont i Vedę Scott. 23 września pokonała Mistress Belmont. Ponownie wróciła do federacji 14 lipca, została wtedy pokonana przez Adriannę, poprzez wyliczenie pozaringowe.
Pod pseudonimem Miss Mercedes zadebiutowała w National Wrestling Alliance 19 listopada 2010 roku. Przegrała walkę z Julian Starr, po czym wygrała Intergender Matche z Sheikiem Alim i Nickiem Fahrenheitem. Rozpoczęła rywalizację z The Great Cheyenne, większość stoczonych z nią walk przegrała. 9 sierpnia wygrała pojedynek z Arlene.

### WWE

#### NXT (2012–2015)
W czerwcu 2012 Kaestner-Varnado wzięła udział w sprawdzianach kwalifikacyjnych WWE. 18 sierpnia ogłoszono, że podpisała kontrakt z federacją. Przyjęła imię Sasha Banks i od tej pory była częścią rosteru rozwojowego WWE – NXT. W NXT pierwszy raz pojawiła się 12 grudnia 2012, przegrała pojedynek z Paige. Jej pierwszą wygraną walką było starcie z Alicią Fox odbyte 23 stycznia 2013. Przez następnie tygodnie otrzymywała listy od tajemniczego adoratora, którym ostatecznie okazała się powracająca do ringu Audrey Marie. Marie, zazdrosna o sukcesy Banks, zaatakowała ją 20 lutego oraz pokonała Banks w pojedynku. Rywalizacja pomiędzy Banks a Marie zakończyła się 3 kwietnia 2013, kiedy to, razem z Paige, Banks pokonała Marie i Summer Rae. Banks wzięła udział w turnieju mającym wyłonić pierwszą posiadaczkę pasa NXT Women’s Championship, odpadła jednak w pierwszej rundzie, przegrywając z Summer Rae.
11 września Banks przegrała pojedynek z Paige o pas NXT Women’s Championship. Po walce Paige próbowała pocieszyć przeciwniczkę, to jednak doprowadziło do ataku Banks na mistrzynię. Dwa tygodnie później, z Summer Rae przy jej narożniku, Banks pokonała Bayley, po czym wygłosiła promo wraz z Rae i przyjęła gimmick „The Boss”. Banks i Rae utworzyły tag team, który nazwały „BFF's” (skrót od „Beautiful, Fierce Females”). 16 października Rae i Banks pokonały Emmę i Paige. 13 listopada 2013 BFF's pokonały Charlotte i Bayley; po walce Charlotte zaatakowała swoją partnerkę i dołączyła się do BFF's. W połowie stycznia 2014 roku Summer Rae została przeniesiona do głównego rosteru WWE, a Banks i Charlotte rozpoczęły rywalizować z Bayley i Natalyą; przegrały z nimi walki tag teamowe, jak i walki, w których zawodniczki zmierzyły się jedna na jedną. 6 kwietnia Banks pojawiła się na WrestleManii XXX, jako jedna z kilku Div będących częścią wejścia Triple H’a na ring. W maju wzięła udział w turnieju o zwakowany pas NXT Women’s Championship. Wygrała z Bayley w pierwszej rundzie, przegrała jednak w półfinale z Natalyą. 3 lipca Charlotte i Banks pokonały Bayley i Becky Lynch, po walce Charlotte zostawiła Banks samą w ringu, wystawiając ją na atak ze strony Bayley. Później tego samego wieczoru Banks ogłosiła swoje odejście z BFF's.

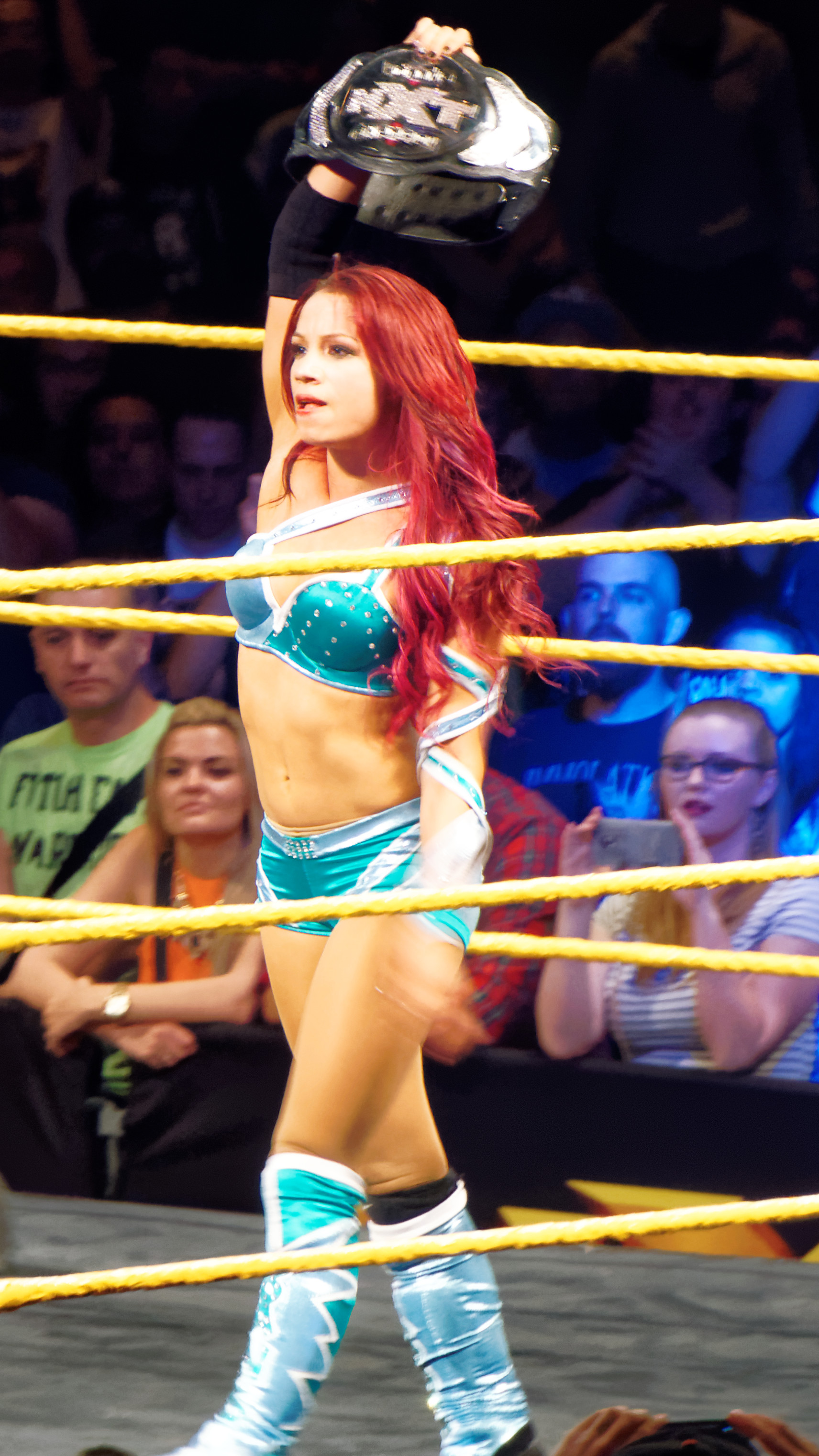
Banks jako Mistrzyni Kobiet NXT w marcu 2015

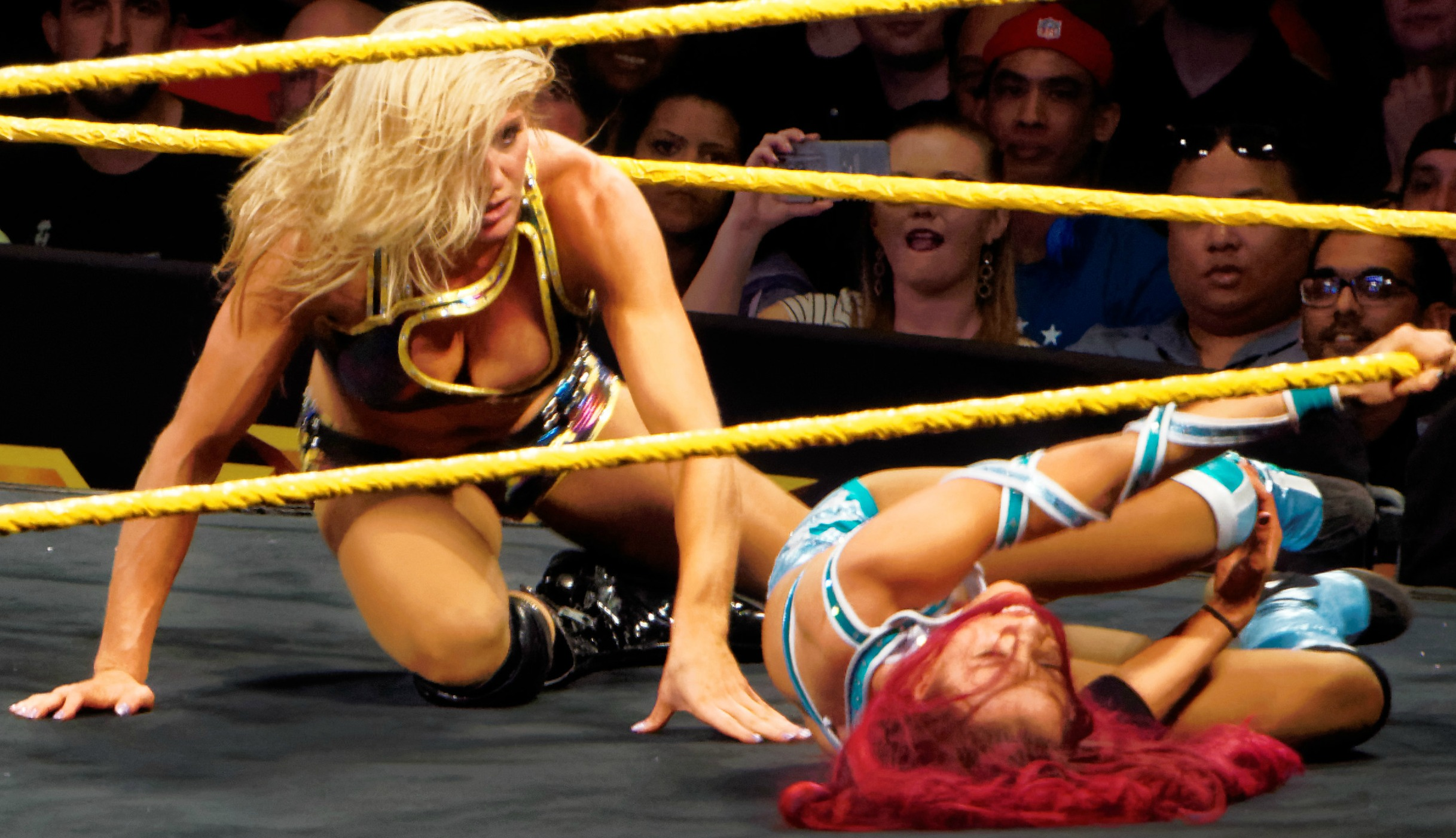
Banks w walce przeciwko Charlotte w marcu 2015

14 sierpnia przegrała walkę z Bayley o miano pretendentki do pasa NXT Women’s Championship. Na NXT TakeOver: Fatal 4-Way zaatakowała Bayley po jej walce z Charlotte. Charlotte jednak udało się rozdzielić zawodniczki. Była partnerka tag teamowa Bayley, Becky Lynch, dołączyła do Banks po tym, jak ta 23 października pokonała Bayley. Na NXT TakeOver: R Evolution Banks przegrała z Charlotte w pojedynku o jej pas mistrzowski, nie udało jej się też zdobyć tytułu w rewanżu. 21 stycznia 2014 ponownie przegrała z Charlotte, tym razem przez dyskwalifikację spowodowaną interwencją Becky Lynch w pojedynek.
11 lutego 2015 na NXT TakeOver: Rival, Banks stała się nową mistrzynią kobiet NXT, wygrywając Fatal 4-Way Match z Charlotte, Becky Lynch i Bayley. Swój pas obroniła w pojedynku rewanżowym z Charlotte, w walce z Alexą Bliss, i w starciu przeciwko Becky Lynch na NXT TakeOver: Unstoppable. Banks zgodziła się na walkę z Charlotte po ich walce przeciwko Emmie i Danie Brooke. Banks wygrała pojedynek, po walce Charlotte objęła Banks i podniosła jej rękę w geście szacunku.
Na NXT TakeOver: Brooklyn, Banks straciła swój tytuł na rzecz Bayley. Po pojedynku Bayley świętowała swoje zwycięstwo ze swoimi byłymi rywalkami: Charlotte, Becky Lynch, jak i z samą Sashą Banks. Bayley i Banks zawalczyły ze sobą jeszcze raz 7 października 2015 na NXT TakeOver: Respect w pierwszym w historii WWE trwającym 30 minut Iron Man Matchu z udziałem kobiet. Z pojedynku zwycięsko wyszła Bayley, była to ostatnia walka Banks w NXT.

#### Rewolucja kobiet (2015–2016)
Oficjalnie, w głównym rosterze WWE Banks zadebiutowała 13 lipca 2015, wraz z Becky Lynch i Charlotte, po tym, jak Stephanie McMahon ogłosiła „rewolucję” w dywizji Div. Charlotte i Lynch dołączyły do Paige, która rywalizowała wówczas z Team Bella (Alicia Fox, Brie i Nikki Bella), a Banks połączyła siły z Taminą i Naomi, tworząc Team B.A.D. (skrót od Beautiful and Dangerous). 19 lipca, na Battleground walczyła w Triple–Threat Matchu przeciwko Charlotte i Brie Belli, w którym zwyciężyła Charlotte. Trzy drużyny walczyły ze sobą w długiej rywalizacji, podczas trwania której Banks miała okazję czterokrotnie pokonać Paige, ówczesną mistrzynię Nikki Bellę (w pojedynku, w którym pas WWE Divas Championship nie był postawiony na szali), Brie Bellę, Alicię Fox i Becky Lynch.
Po miesięcznej przerwie, powróciła do ringu 24 stycznia 2016 na Royal Rumble i zaatakowała Charlotte i Lynch po ich walce. 1 lutego oznajmiła, że chce zostać niezależną od Team B.A.D., co poskutkowało atakiem ze strony Naomi i Taminy podczas walki Banks z Becky Lynch. 15 lutego Becky Lynch wygrała pojedynek z Naomi, po pojedynku została zaatakowana przez Taminę i Naomi, te jednak wycofały się po przybyciu Banks. Mimo drobnej sprzeczki między Banks a Lynch na SmackDown, zdołały one pokonać Naomi i Taminę na gali Fastlane. 29 lutego na Raw, zmierzyła się z Lynch o miano pretendenckie do tytułu Divas Championship, jednak pojedynek zakończył się remisem. Ich rewanż odbył się na następnym SmackDown i ponownie zakończył się remisem, kiedy to Charlotte zaatakowała obie uczestniczki walki. W rezultacie ogłoszono Triple Threat match o tytuł Div pomiędzy Lynch, Banks i Charlotte na WrestleManii 32. 7 marca na Raw, wraz z Lynch pokonały Team B.A.D., po czym zostały zaatakowane przez Charlotte. Na WrestleManii zawalczyła o nowy pas WWE Women’s Championship w Triple Threat matchu, lecz nie udało jej się go zdobyć.
Po przerwie od akcji w ringu, Banks powróciła do WWE w czerwcu i wznowiła rywalizację z Charlotte. Obroniła Paige przed atakiem ze strony Charlotte i Dany Brooke. 27 czerwca, Paige i Banks pokonały rywalki w starciu drużynowym. Po atakach ze strony Brooke i Charlotte w kolejnych tygodniach, ogłoszono walkę drużynową między Banks i partnerką jej wyboru a Brooke i Charlotte.

#### Raw Women’s Champion (od 2016)

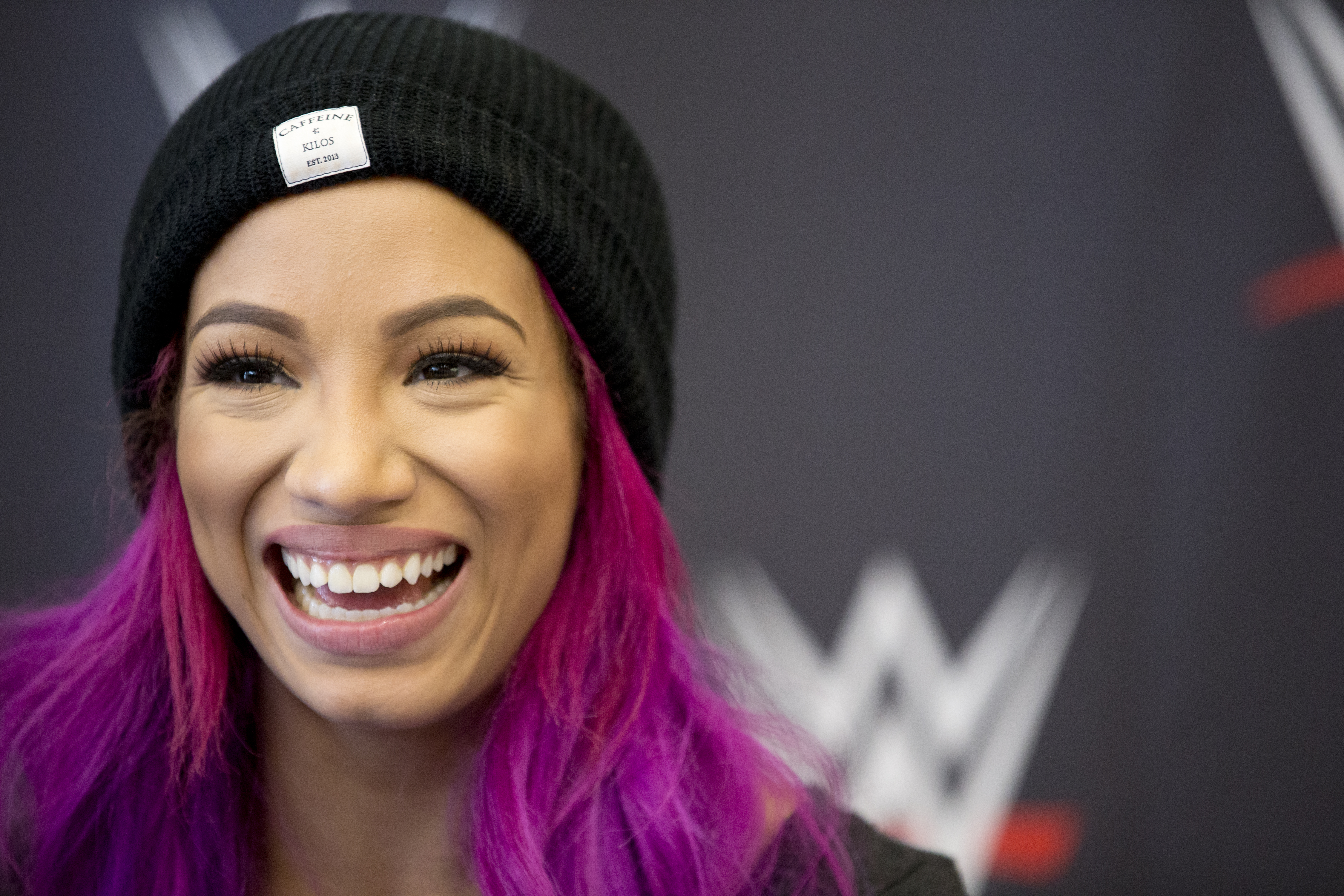
Banks w grudniu 2016

W lipcu w wyniku Draftu, Banks stała się członkinią brandu Raw. Na gali Battleground, Banks i debiutująca w głównym rosterze Bayley pokonały Charlotte i Brooke. Dzień później, na pierwszym Raw po drugim podziale na brandy, Sasha Banks pokonała Charlotte w walce o WWE Women’s Championship, zdobywając mistrzostwo po raz pierwszy. Straciła je po zaledwie 27 dniach panowania, na SummerSlam, w kolejnej walce z Charlotte. 5 września, po kolejnej krótkiej przerwie od akcji w ringu, Banks ogłosiła, że wykorzysta przysługujący jej rewanż na Clash of Champions; ostatecznie w walce wzięła też udział Bayley, a wygrała ją Charlotte. 3 października 2016 Banks zmierzyła się z Charlotte w walce wieczoru Raw i pokonała ją, zdobywając WWE Raw Women’s Championship po raz drugi w karierze. 30 października, na gali Hell in a Cell zawalczyła z Charlotte w pierwszym w historii Hell in a Cell matchu kobiet; przegrała walkę i tytuł. 7 listopada na odcinku Raw została ujawniona ostatnią członkinią żeńskiej drużyny Raw do 5-on-5 Survivor Series Tag Team Elimination matchu na gali Survivor Series, gdzie pomimo jej eliminacji przez Natalyę jej drużyna odniosła zwycięstwo. 28 listopada na tygodniówce Raw, Banks wykorzystała klauzulę rewanżu i pokonała Charlotte w Falls Count Anywhere matchu zdobywając Raw Women’s Championship po raz trzeci. W następnym tygodniu wyzwała Charlotte do 30-minutowego Iron Man matchu na galę Roadblock: End of the Line, gdzie jej rywalka zakończyła trzecie panowanie pokonując Banks z wynikiem 3-2 (po remisie ze zgodą na kontynuację z decydującym przypięciem). Następnej nocy na tygodniówce Raw, kiedy Banks chciała pogratulować Flair, do ringu wkroczyła Nia Jax, która zaatakowała wrestlerkę. Doprowadziło to do walki pomiędzy nimi podczas pre-show gali Royal Rumble, gdzie Jax pokonała Banks. 13 lutego na odcinku Raw, Banks pomogła Bayley pokonać Flair i zdobyć Raw Women’s Championship w walce wieczoru gali. Po pokonaniu Jax na gali Fastlane, Banks ponownie pomogła Bayley obronić tytuł w rewanżu z Flair na tej samej gali. Na WrestleManii 33 wzięła udział w Fatal 4-way elimination matchu o tytuł, lecz Bayley obroniła tytuł pokonując ją, Flair oraz Nię Jax. Na Raw 29 maja 2017 została przeniesiona do WWE 205 Live. 26 czerwca 2017 pokonała Nię Jax w Gauntlet Matchu o miano pretendentki do Raw Women’s Championship. 9 lipca 2017 na Great Balls of Fire wygrała z Alexą Bliss przez dyskwalifikację przez co nie zdobyła Raw Women’s Championship. 20 sierpnia 2017 na Summerslam Banks pokonała Alexę Bliss tym samym zdobywając Raw Women’s Championship po raz czwarty. 28 stycznia 2018 The Boss wzięła udział w historycznym Royal Rumble Matchu kobiet, w którym weszła do ringu z numerem 1 i wytrzymała 54 minuty i 46 sekundy.

### Women's Tag Team Championship (od 2019)
17 lutego 2019 roku podczas Elimination Chamber Boss 'n' Hug Connection (Banks & Bayley) zmierzyły się z Nia Jax & Tamina, The Riott Squad (Liv Morgan & Sarah Logan), Mandy Rose & Sonya Deville, The IIconics (Billie Kay & Peyton Royce) i Naomi & Carmella wygrywając pierwsze w historii WWE pasy Tag Team dla kobiet.
2 stycznia 2022 Banks doznała kontuzji kości piętowej podczas meczu house show z Charlotte Flair.

## Życie osobiste
Kaestner-Varnado jest kuzynką Snoop Dogga. Jest fanką k-popu i anime Czarodziejka z Księżyca.
4 sierpnia 2016 poślubiła byłego wrestlera Saratha Tona (znanego lepiej jako Kid Mikaze), pracującego w WWE jako projektant kostiumów; para poznała się podczas wspólnych występów na scenie niezależnej w 2010. W 2020 Kaestner-Varnado i Ton dokonali seperacji, nie podając tego do informacji publicznej w obawie przed niekorzystnym bookingiem ze strony scenarzystów WWE na czele z Vince’em McMahonem. W lipcu 2024 rozpoczęli procedurę rozwodową, zakończoną 2 sierpnia.
Od czerwca 2025 jest w związku z meksykańskim luchadorem znanym jako The Beast Mortos, występującym w federacji All Elite Wrestling. 
Jako swojego ulubionego wrestlera wskazuje zmarłego Eddiego Guerrero, była obecna na specjalnym odcinku Raw poświęconym pamięci Guerrero. Co ciekawe nie wiedziała o tym, że Eddie nie żyje, dopóki nie dojechała na galę.

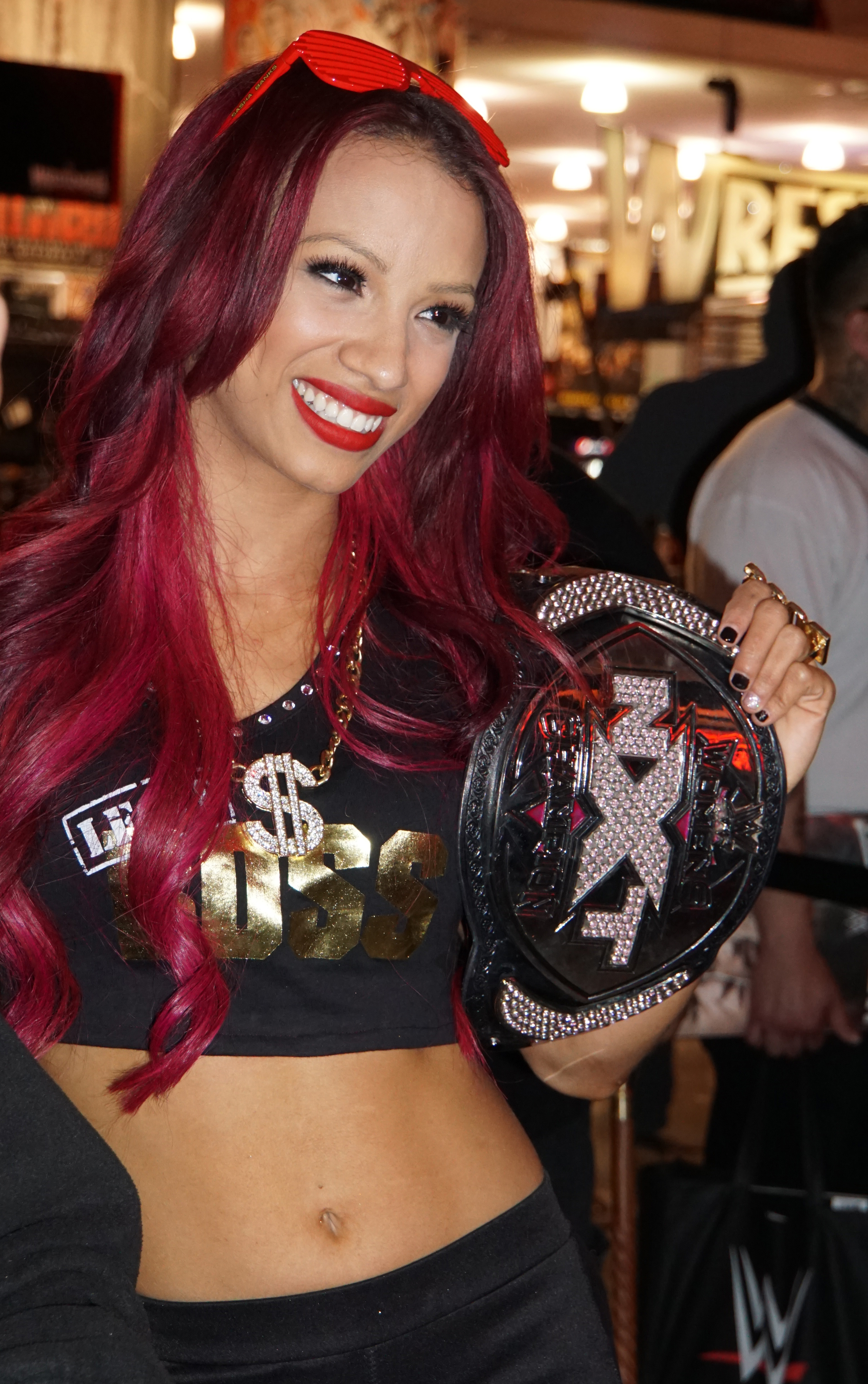
Banks jako posiadaczka NXT Women’s Championship

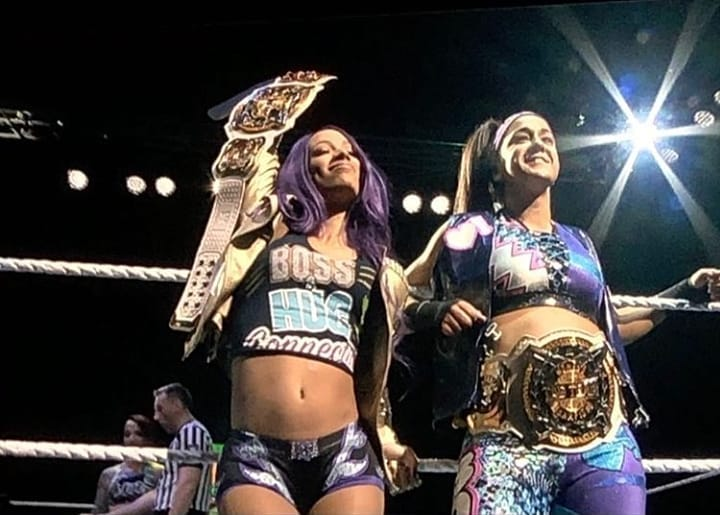
Banks (po lewej) wraz z Bayley (po prawej) to inauguracyjne i rekordowo dwukrotne posiadaczki WWE Women’s Tag Team Championship

## Mistrzostwa i osiągnięcia
- Chaotic Wrestling
  - Chaotic Wrestling Women’s Championship (1 raz)[10]
- Independent Wrestling Entertainment
  - IWE Women’s Championship (1 raz)[87]
- Pro Wrestling Illustrated
  - Feud roku (2016) vs. Charlotte Flair
  - Walka roku (2015) vs. Bayley na gali NXT TakeOver: Respect
  - Zawodniczka roku (2015)
  - PWI umieściło ją na 3. miejscu top 50 wrestlerek w PWI Female 50 w 2015[88]
  - PWI umieściło ją na 2. miejscu top 50 wrestlerek w PWI Female 50 w 2016[89]
- Ring Wars Carolina
  - RWC No Limitz Championship (1 raz)[1]
- Rolling Stone
  - Future Diva of the Year (2015)[90]
  - NXT Match of the Year (2015)[90] vs. Bayley na NXT TakeOver: Brooklyn
  - Title Feud of the Year, NXT (2015)[90] vs. Bayley o NXT Women’s Championship
- Wrestling Observer Newsletter
  - Worst Feud of the Year (2015) Team PCB vs. Team B.A.D. vs. Team Bella
- WWE
  - NXT Women’s Championship (1 raz)[2]
  - WWE Raw Women’s Championship (5 razy)[62]
  - WWE Women's Tag Team Championship (3 razy, inauguracja, obecnie) – z Bayley[91] (2) i Naomi (1)
  - WWE SmackDown Women's Championship (1 raz)[3]
  - Trzecia mistrzyni Grand Slam
  - Czwarta mistrzyni Triple Crown
  - NXT Year-End Awards (1 raz)
    - Walka roku (2015) vs. Bayley na NXT TakeOver: Brooklyn[92]

  - Slammy Awards (2 razy)
    - Zawodniczka roku (2020)
    - Double-Cross of the Year (2020) – Bayley attakuje Sashę Banks na SmackDown (4 września 2020)

  - Bumpy Award (2 razy)
    - Tag Team półrocza (2020) – z Bayley
    - Walka półrocza (2021) – vs. Bianca Belair na WrestleManii 37[93]